# Homoporus sucinus
Homoporus sucinus är en stekelart som beskrevs av Vittorio Luigi Delucchi 1962. Homoporus sucinus ingår i släktet Homoporus och familjen puppglanssteklar.
Artens utbredningsområde är Marocko. Inga underarter finns listade i Catalogue of Life.